# George A. Romero
George A. Romero   (Nova York i Bronx, 4 de febrer de 1940 - Toronto, 16 de juliol de 2017) fou un director de cinema i guionista estatunidenc. Era considerat com un revolucionari del cinema de terror des que creà el film Night of the Living Dead l'any 1968. Aquest llargmetratge va significar el sorgiment de la subcultura dels morts vivents, també anomenats zombis, dins del gènere de terror i sèrie B.

## Biografia
Va néixer a Nova York i va ser criat al districte de Bronx; el seu pare i la seva mare -George M. i Anne Romero- eren d'ascendència espanyola i lituana, respectivament. Romero es mudà a Pittsburgh (Pennsilvània) per estudiar cinema a la prestigiosa universitat de Carnegie-Mellon.
Quan acabà els seus estudis es dedicà a rodar curts i anuncis fins que va reunir prou pressupost per rodar la cèlebre Night of the Living Dead. D'ençà d'aquest èxit, Romero va rodar diverses pel·lícules més, fora de la temàtica zombi, però sempre dins el gènere de terror.
El 1978, amb Dawn of the Dead, retornà exitosament al gènere zombi. Fou la primera producció en la que Romero treballà amb Tom Savini, reconegut especialista dels efectes especials i que seria la seva parella de ball ben sovint a partir de llavors. El film, que havia costat 1.5 milions de dòlars, en recaptà 40 milions.
L'èxit de les seves produccions va permetre-li de rodar pel·lícules de més pressupost, com ara Creepshow (1982). Les recaptacions d'aquestes darreres produccions, però, foren discretes i cap a principis de la dècada dels 80 la carrera de Romero sofrí un daltabaix, tot i que seguí produint i dirigint llargmetratges.
No va ser fins al 2005 que l'èxit es retrobà amb George Romero gràcies a Land of the Dead, una vegada més amb els zombis com a grans protagonistes.
L'any 2007 va ser homenatjat al Festival Internacional de Cinema de Catalunya de Sitges, a la vegada que presentava el seu darrer film, Diary of the Dead.
Sempre fou considerat un creador independent de cinema independent.

## Filmografia

### Direcció[5]
- La nit dels morts vivents (Night of the Living Dead) (1968)
- There's Always Vanilla (1971)
- Hungry Wives (1972)
- Season of the Witch (1973)
- The Crazies (1973)
- The Amusement Park (1975). Rodada el 1973, estrenada en un festival el 1975. Es creia perduda fins al 2017 quan es van trobar els negatius originals. La restauració en 4K es va estrenar a través d'IndieCollect l'any 2019.
- Martin (1977)
- El despertar dels zombis (Dawn of the Dead) (1978)
- Els cavallers de la moto (Knightriders) (1981).
- Creepshow (1982)
- El dia dels morts (Day of the Dead) (1985)
- Atracció diabòlica (Monkey Shines) (1988)
- Due occhi diabolici (1990) (episodi The Facts in the Case of Mr. Valdemar)
- La meitat fosca (The Dark Half) (1993)
- Bruiser (2000)
- Land of the Dead (2005)
- Diary of the Dead (2007)
- Survival of the Dead (2009)